# Annfinnur í Skála
Annfinnur í Skála, född 1941 i Torshamn, är en färöisk författare.
Annfinnur är utbildad vid Århus universitet 1975 med historia och engelska i sin examen. Han är lektor vid Føroya Studentaskúli (Gymnasiet i Torshamn) och undervisar i historia, engelska och ”oldtidskunnskap”. Han har varit medlem av Färöiska språknämnden (Föroysku Málnevndini). Han är censor vid Färöarnas Seminarium (Føroya Læraraskúli) och vid Färöarnas Akademi (Fróðskaparsetur Føroya).

## Priser och utmärkelser
- Färöarnas litteraturpris 2001